# Philip le Despenser (mort en 1313)
Pour les articles homonymes, voir Philip le Despenser.
Philip le Despenser (vers 1292 – 24 septembre 1313) est un membre de la noblesse anglaise du XIVe siècle.

## Biographie
Né vers 1292, Philip le Despenser est le second fils d'Hugues le Despenser et d'Isabelle de Beauchamp, fille de Guillaume de Beauchamp, 9e comte de Warwick. La première mention le concernant date du 24 juin 1294, date à laquelle son père lui accorde deux de ses manoirs situés dans le Yorkshire et le Lincolnshire. Bien qu'il ne soit pas destiné à hériter de la fortune paternelle, Philip est désigné le 12 avril 1306 par son oncle maternel Guy de Beauchamp, 10e comte de Warwick, comme héritier de ses possessions. Même si cette promesse est renouvelée par Guy les 6 et 25 juin 1306, son mariage ultérieur avec Alice de Toeni aux alentours de 1309 mettra fin aux espoirs de Philip de recevoir ses nombreuses terres.
Peu avant le 29 juin 1308, Philip le Despenser épouse Margaret Goushill, une riche héritière du Shropshire, du Yorkshire, de l'Essex et du Lincolnshire. À cette date, le roi Édouard II ordonne que les possessions du père de Margaret soient conjointement remises au couple. Leur union produit un seul enfant, Philip,, né le 6 avril 1313,. Quelques mois plus tard, le 24 septembre, Philip meurt prématurément, à l'âge d'environ vingt ans. Son trépas survient bien avant que son père et que son frère aîné Hugues ne deviennent les favoris d'Édouard II. La veuve de Philip le Despenser se remarie peu avant le 22 avril 1314 avec John de Ros. Deux ans plus tard, le 22 février 1316, John de Ros est violemment frappé au sein même de la cathédrale de Lincoln par Hugues le Despenser, l'ancien beau-frère de son épouse Margaret. Si Hugues expliquera plus tard avoir voulu empêcher Ros d'arrêter son homme de main Ingelram Berenger, il est possible qu'il ait considéré comme une insulte à son frère le remariage si hâtif de son ancienne belle-sœur.